# Good Luck Have Fun
Good Luck Have Fun è il quinto album in studio del rapper canadese bbno$, pubblicato il 9 ottobre 2020.

## Tracce
1. Rgb Money (feat. Crosby)
2. Astrology
3. Admit It (feat. TrippyThaKid)
4. Keep Up (feat. TrippyThaKid)
5. Jack Money Bean
6. Mememe
7. Backwards
8. Imma
9. Bubbles – 2:08
10. Mahogany – 2:20
11. Man In the Mirror
12. On One
13. Feeling Good